# Vogelvrij verklaard
Vogelvrij verklaard is het zestiende album uit de stripreeks Blueberry van Jean-Michel Charlier (scenario) en Jean Giraud (tekeningen). Het album verscheen voor het eerst in 1978 bij uitgeverij Dargaud-Lombard en Dargaud-Oberon. Het album is daarna nog vijf keer herdrukt, voor het laatst in 1994. Ook verscheen er hardcover edities. Vogelvrij verklaard werd in 2018 samen met de delen Angel Face, Gebroken neus en De lange mars integraal uitgegeven door Dargaud. 

## Inhoud
Het album Vogelvrij verklaard en Angel Face wordt vaak samen met de drie voorgaande albums als één lang verhaal beschouwd. Vogelvrij verklaard begint waar Ballade voor een doodskist ophield, in de militaire strafgevangenis van Francisville in Alabama, waarin Blueberry terecht gekomen is na zijn onfortuinlijke avontuur in Mexico. Hij is nu definitief de antiheld geworden met een grimmige, kaalgeschoren kop. In Francisville zet Kelly de gevangeniscommandant Blueberry onder druk aan hem de bergplaats van schat van de Confederatie te vertellen. Blueberry zwicht onder voorwaarde dat hij hun er zelf naar toe brengt. Tijdens het escort weet hij te ontsnappen door tussenkomst van Blake, een outlaw. Vervolgens raakt Blueberry betrokken in een complot om de president Grant te vermoorden.

## Hoofdpersonen
- Blueberry, cavalerieluitenant
- Kelly, gevangenisdirecteur van Fancisville
- Blake, outlaw
- Guffy Palmer, eigenaresse van een saloon
- Angel Face, scherpschutter